# Давыдово (Кашинский район)
Давыдово — деревня в Кашинском городском округе Тверской области России. 

## География
Деревня находится на берегу реки Яхрома в 19 км на северо-запад от города Кашина.

## История
В 1802 году в селе была построена деревянная церковь Казанской иконы Божией Матери  с 2 престолами, метрические книги с 1780 года. 
В конце XIX — начале XX века село входило в состав Кобылинской волости Кашинского уезда Тверской губернии. В 1889 году в селе было 67 дворов, земская школа, два погоста, трактир, мелочная лавка, 2 кузницы, промыслы отхожие: белильщики, водовозы, дворники в Москве, Санкт-Петербурге. 
С 1929 года деревня являлась центром Давыдовского сельсовета Кашинского района Кимрского округа Московской области, с 1935 года — в составе Калининской области, с 1994 года — центр Давыдовского сельского округа, с 2005 года — центр Давыдовского сельского поселения, с 2018 года — в составе Кашинского городского округа.
До 2012 года в деревне работала Давыдовская начальная общеобразовательная школа.

## Население
| 1859 | 1889 | 1997 | 2002 | 2010 |
| ---- | ---- | ---- | ---- | ---- |
| 455  | ↘395 | ↘323 | ↘288 | ↘244 |

## Инфраструктура
В деревне имеются детский сад, дом культуры, отделение почтовой связи.

## Достопримечательности
В деревне расположена недействующая деревянная церковь Казанской иконы Божией Матери (1802).